# Canucks d'Abbotsford
Les Canucks d'Abbotsford sont une équipe professionnelle de hockey sur glace qui évolue dans la Ligue américaine de hockey.

## Histoire
Le 6 mai 2021, la LAH annonce que la franchise des Comets d'Utica est relocalisée à Abbotsford pour la saison 2021-2022. Elle prend le nom de Canucks d'Abbotsford en référence aux Canucks de Vancouver dont elle est le club-école . 

## Statistiques
| No | Saison    | PJ | V  | D  | DP | DTB | BP  | BC  | Pts | Classement            | Séries éliminatoires              | Entraîneur      | Capitaine     |
| -- | --------- | -- | -- | -- | -- | --- | --- | --- | --- | --------------------- | --------------------------------- | --------------- | ------------- |
| 1  | 2021-2022 | 68 | 39 | 23 | 5  | 1   | 230 | 200 | 84  | 5e division Pacifique | Éliminés en tour de qualification | Trent Cull      | Aucun         |
| 2  | 2022-2023 | 72 | 40 | 25 | 3  | 4   | 229 | 203 | 87  | 4e division Pacifique | Éliminés au 1er tour              | Jeremy Colliton | Chase Wouters |
| 3  | 2023-2024 | 72 | 40 | 25 | 5  | 2   | 234 | 210 | 87  | 4e division Pacifique | Éliminés au 2e tour               | Jeremy Colliton | Chase Wouters |

## Personnalités

### Joueurs

#### Capitaines
- Chase Wouters (depuis 2022)

### Entraîneurs
Trent Cull est nommé premier entraîneur de la franchise. L'année suivante, il est promu entraîneur-assistant des Canucks de Vancouver et est remplacé par Jeremy Colliton. Après deux saisons, il est limogé et remplacé par Manny Malhotra.
- Trent Cull (2021-2022)
- Jeremy Colliton (2022-2024)
- Manny Malhotra (depuis 2024)